# Berliner Literarische Aktion
Die Berliner Literarische Aktion e. V. ist ein Literaturverein mit Sitz in Berlin.
Der Verein wurde 2005 von einem Netzwerk internationaler Literaturaktivisten – darunter Autoren, Übersetzer, Literaturwissenschaftler und Veranstalter – unter Vorsitz von Martin Jankowski gegründet. Einzelprojekte der Gründungsmitglieder begannen bereits 2002. Die Berliner Literarische Aktion produziert und fördert literarische Präsentations- und Aufführungsformen, schafft öffentliche Podien für deutsche und internationale Literatur und unterstützt den internationalen Kulturaustausch sowie genreübergreifende Kunstproduktionen. Sie arbeitet regelmäßig mit lokalen und internationalen Partnern zusammen, darunter Bildungseinrichtungen, Botschaften und Kulturinstituten.
Der nichtkommerzielle eingetragene Verein betreibt auf ehrenamtlicher Basis ein Büro in Berlin. Mitarbeiter und Partner entwickeln neue Formen literarischer Veranstaltungen und schaffen durch mehrsprachige Lesungen, Festivals, Diskussionen, Performances, Symposien, künstlerische Benefizaktionen, Publikationen von Übersetzungen u. Ä. öffentliche Räume für die Präsentation deutscher und internationaler Gegenwartsliteratur. Bei den Formaten spielen außer Literatur auch Theater, bildende Kunst oder Musik eine Rolle. Ein weiterer Fokus liegt auf Berliner Autoren, insbesondere des Prenzlauer Bergs sowie der Nachwendezeit. Die Berliner Literarische Aktion ist Mitglied der Arbeitsgemeinschaft Literarischer Gesellschaften und Gedenkstätten.

## Projekte
Der Verein veranstaltet monatliche literarische Salons in Berlin, bei denen deutsche und internationale Autoren auftreten. Seit 2004 organisiert er den monatlichen Literatursalon am Kollwitzplatz im Theater o.N., bei dem neue deutschsprachige Literatur vorgestellt wird und mehr als 250 Gäste aufgetreten sind, darunter Ingo Schulze, Kathrin Schmidt, Felicitas Hoppe oder Eugen Ruge. 2012 startete im Kulturhaus Karlshorst die monatliche Reihe Literatur am Fenster, wo auch Sondersalons veranstaltet werden, etwa zu Franz Fühmann, Heinz Knobloch, Erwin Strittmatter oder Christa Wolf.
Die Veranstaltungsreihe Berliner Salotto präsentierte im Herbst 2013 junge deutsche und italienische Autoren im Gespräch. Mehrsprachige Poetry Slams veranstaltete die Berliner Literarische Aktion regelmäßig, darunter von 2002 bis 2010 Die internationale SLAM!Revue beim internationalen literaturfestival berlin. Das Format der Slam-Revue hat seit 2002 weltweit zahlreiche Nachahmer gefunden. 2010 fand ein deutsch-französischer Poetry Slam im Admiralspalast statt. Weitere Poetry Slams wurden auf Konferenzen mit verschiedenen Partnern realisiert, so 2012 mit der Deutschen Gesellschaft für Internationale Zusammenarbeit und 2013 mit der Heinrich-Böll-Stiftung.
Seit 2002 veranstaltet die Berliner Literarische Aktion mit dem Programm Literatur hinter Gittern nicht-öffentliche Lesungen und Workshops mit internationalen Autoren in Berliner Justizvollzugsanstalten. Die Berliner Literarische Aktion beteiligte sich an Forschungsprojekten der Europäischen Union zur kulturellen Bildung in Gefängnissen Art and Culture in Prison und Learning in Prison.
2011 organisierte der Verein das Jakarta Berlin Arts Festival 2011, das wesentliche Akteure der indonesischen Kulturszene erstmals dem Berliner Publikum vorstellte. Im Rahmen des Festivals wurden Veranstaltungen u. a. in Kooperation mit dem Berliner Senat und der Humboldt-Universität zu Berlin realisiert. Weitere Partnerschaften bestehen mit dem Institut für Deutsche und Niederländische Philologie und den Freunden der Angewandten Literaturwissenschaften der Freien Universität Berlin. 2012 und 2013 organisierte die Berliner Literarische Aktion die Poetic Dialogues London-Berlin mit dem British Council. Außerdem beteiligte sich die Berliner Literarische Aktion an dem mobilen lateinamerikanischen Poesiefestival latinale. 2018 realisierte die Berliner Literarische Aktion auch das bilinguale Literaturfestival Berlin New York = URBAN DICTIONARY.
2014 hat die Berliner Literarische Aktion das vom Berliner Senat geförderte Literaturprojekt WeltLITERATURstadt Berlin veranstaltet, das nicht-muttersprachlich deutsche, in Berlin lebende Autoren vorstellt, die oft im Schatten des fast ausschließlich auf deutsch- und ggf. englischsprachige Autoren fixierten Literaturlebens Berlins stehen. 2016 wurde zu diesem Thema das berlinweite Literaturfestival STADTSPRACHEN als gemeinsames Projekt des Netzwerks Freie Literaturszene Berlin (NFLB) realisiert.
Daraus entstand das international beachtete Projekt PARATAXE, das seither regelmäßig nicht-deutschsprachige Berliner Autoren übersetzt und in Lesungen und Symposien stadtweit präsentiert und literarische Texte und Dokumente in dem weltweit gelesenen, polylingualen online-Webzine stadtsprachen magazin veröffentlicht.